# Juan Felipe Herrera
Juan Felipe Herrera (Fowler, 27 de dezembro de 1948) é um poeta, performista, escritor, cartunista, professor e ativista norte-americano. De 2015 a 2017, foi nomeado poeta laureado dos Estados Unidos.